# 김성범 (유도 선수)
김성범(1979년 5월 30일 ~ )은 대한민국의 유도 선수로 남자 헤비급에 주로 출전한다. 그는 2번의 올림픽 선수이자 아시아 유도 선수권 대회 에서 4번의 메달리스트이다. 2006년 카타르 도하 아시안 게임에서 그는 이란의 마흐무드 미란(Mahmoud Miran)을 꺾고 금메달을 땄다. 2003년 제주시 하계 유니버시아드와 2007년 태국 방콕 하계 유니버시아드에서도 같은 부문에서 2개의 메달(금메달과 동메달)을 추가로 획득했다.
그는 2004년 아테네에서 열린 하계 올림픽 남자 헤비급에 공식 데뷔했다
4년 후, 그는 2008년 베이징에서 열린 하계 올림픽에 29세의 나이로 제주시에서 열린 아시아 유도 선수권 대회에서 동메달을 획득한 후 두 번째로 남자 +100kg 급에 출전했다.